# Hirsch H-100
Le Hirsch H-100 est un avion expérimental conçu par l'ingénieur aéronautique français René Hirsch (1908-1995) pour tester son « système d'absorption de rafales ».

## Conception

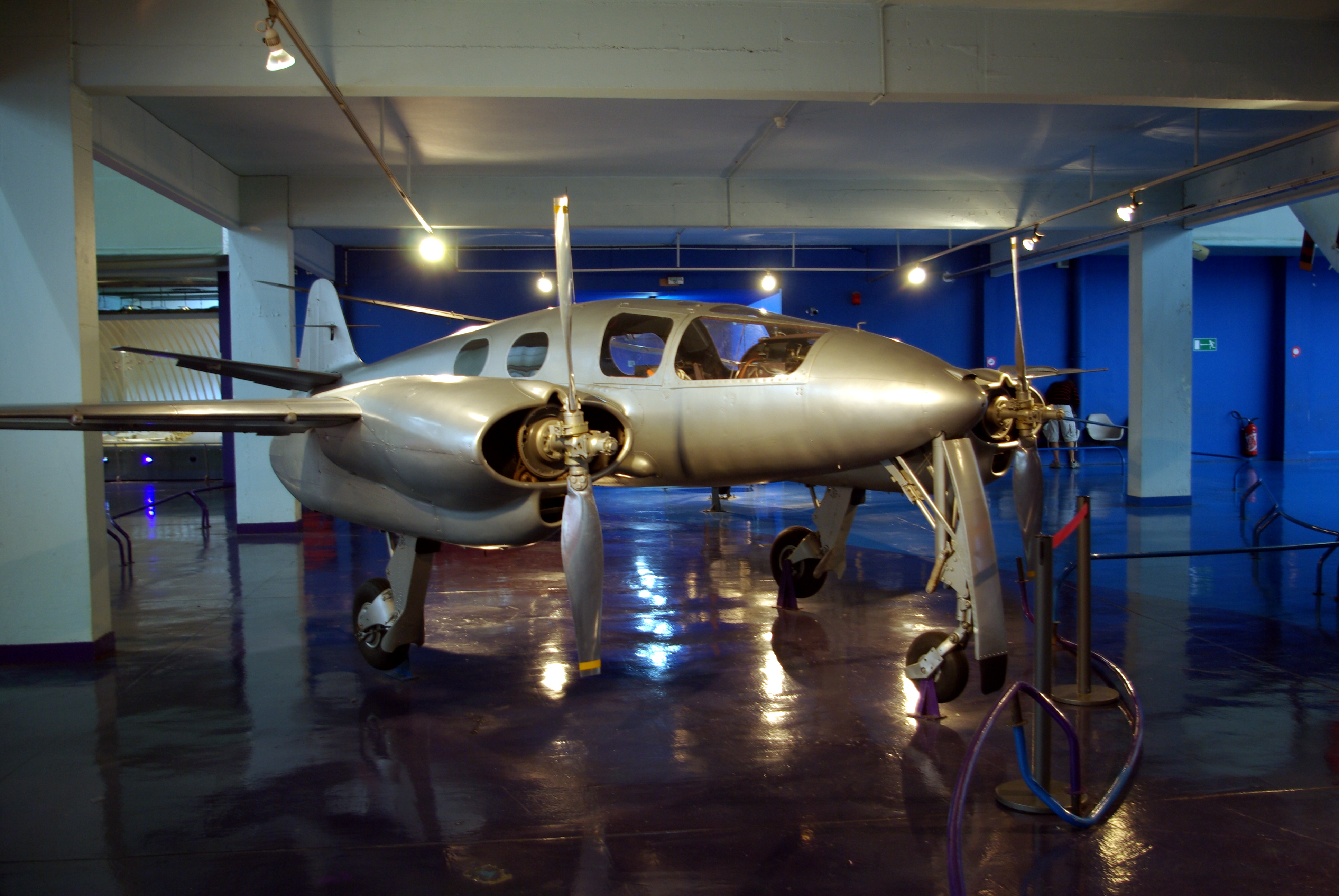
Photo de 2010 du prototype.

René Hirsch a commencé à s’intéresser au problème des turbulences atmosphériques avant la Seconde Guerre mondiale, lorsqu’il devait surveiller par les airs un vaste domaine de plantations en Algérie. Les turbulences causaient des problèmes tels que l’imprécision du pilotage, la fatigue excessive des structures de l’avion et le manque de confort pour l’équipage et les passagers.
Pour résoudre ce problème, Hirsch a développé un système d’absorption de rafales. Après avoir mené des travaux théoriques et des essais en soufflerie, il a construit un bimoteur expérimental, le Hirsch H-100, pour tester ce système en pratique. Son premier vol a lieu le 15 juin 1954 : le système a fonctionné, mais n’a pas été développé davantage.  
Il existe peu d’informations documentées concernant fonctionnement du système anti-rafales : les parties horizontales de la queue de l’avion étaient conçues pour être mobiles, permettant ainsi des modifications du dièdre. Ces mouvements étaient synchronisés avec des volets qui modifiaient la portance. Les bouts des ailes avaient la capacité de pivoter pour gérer le roulis. Le système, alimenté par air comprimé, pouvait être activé et désactivé en plein vol pour évaluer son efficacité. 